# Osteopilus septentrionalis
Osteopilus septentrionalis é nativo das Ilhas Caimão, Bahamas e Cuba. Esta grande rã foi introduzida em Porto Rico, Ilhas Virgens dos Estados Unidos, as Ilhas Virgens Britânicas muitas ilhas das Antilhas, Florida e Havai. Estas relas cubanas são conhecidas por pegarem boleia, e provavelmente foram introduzidos acidentalmente nos carregamentos de carga do Caribe. Na Flórida, esta espécie tornou-se cada vez mais comum e agora está localizada em toda a Península e em áreas isoladas da parte mais estreira do estado. Introdução incidentes também foram relatados na Virgínia, Carolina do Sul, Geórgia e Texas. Esta grande rã é considerada uma espécie invasora, uma vez que afecta negativamente rãs nativas, é um incómodo para os seres humanos e pode até causar curto-circuitos, causando interrupções de energia dispendiosas.
A rela cubana varia entre as 3 e as 5, 5 polegadas de comprimento. Eles podem ter cor branca, cinza, bege, verde ou castanho e podem mudar de cor, dependendo da temperatura e meio ambiente. Muitos indivíduos têm manchas escuras em faixas de volta e algumas manchas nas pernas. Em muitos indivíduos, as superfícies ocultas das pernas são amarelas brilhantes. Quando o sapo salta para evitar um predador, essas manchas amarelas brilhantes são visíveis e podem ajudar a confundir o predador. Na Flórida, a rela cubana é a maior de todas as relas. Estas grandes rãs têm pele tem alguns altos, é rugosa e as suas almofadas nos pés são muito maiores que as das relas nativas. Além disso, a pele sobre suas cabeças é fundida ao crânio — se a cabeça de um sapo adulto é esfregada (entre os olhos), a pele não se move. Esta é uma adaptação especial que impede a perda de água, já que há menos vasos sanguíneos na área fundida. Quando tratadas, relas cubanas secretam um muco tóxico de sua pele. Nos seres humanos, isso pode causar uma reacção alérgica ou sensação de queimadura nos olhos e nariz e até mesmo despoletar asma. Como muitas rãs, relas cubanas são sexualmente dimórficas – fêmeas são maiores que os machos. Durante a época de reprodução de Verão, os machos podem ser identificados pelas suas gargantas mais escuras e pelos tubérculos nupciais escuros semelhantes a calos nos polegares, que ajudam o macho a agarrar a fêmea durante o acasalamento.

## Dieta
A rela cubana é famosa por seu enorme apetite. Sua dieta inclui quase tudo o que eles podem dominar, que se encaixa em sua boca, incluindo: bicho-da-farinha, insectos, outras rãs (até mesmo rãs da sua própria espécie), cobras, lagartos e pequenos mamíferos.

## Conservação
A rela cubana é considerada uma espécie invasora em toda a sua gama introduzida, incluindo a Flórida, principalmente por causa de seus efeitos sobre os ecossistemas nativos. Esta grande rã afecta directamente os ecossistemas nativos comendo rãs, lagartos e cobras nativas e representa uma ameaça para a biodiversidade das áreas em que se espalha, causando o declínio das populações nativas de relas. Estes efeitos são mais perceptíveis em áreas urbanas e suburbanas, onde relas nativas, como Hyla cinerea e Hyla squirella estão a desaparecer rapidamente. Ela se espalhou em toda a Península da Flórida e é também comummente encontrada em populações isoladas no extremo Norte como a sul da Geórgia. Apanham boleia em veículos ou plantas ornamentais, espalhando-se para novas áreas e foram transportadas até mesmo o Canadá.

## Cativeiro
Relas cubanas estão normalmente disponíveis no comércio de animal de estimação. São baratas e quando tratadas correctamente tendem a viver 5 a 10 anos. Eles se alimentam prontamente de grilos disponíveis 
comercialmente. No entanto, a pele da rela cubana secreta um muco tóxico que pode queimar os olhos e provoca uma reacção alérgica (ou asma); como resultado, esta espécie não é uma espécie de animal de estimação ideal, especialmente para as crianças. Muitas das espécies não-nativas foram introduzidas em nosso ambiente por libertações (acidentais e intencionais) de animais de estimação. Relas cubanas ou qualquer outro animal de estimação não-nativo nunca deve ser libertado para a vida selvagem.

## Galeria

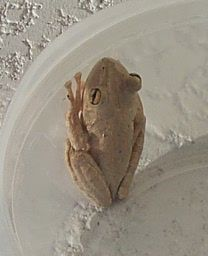
Cuban tree frogs can vary greatly in color, sometimes appearing white when inactive or cold.
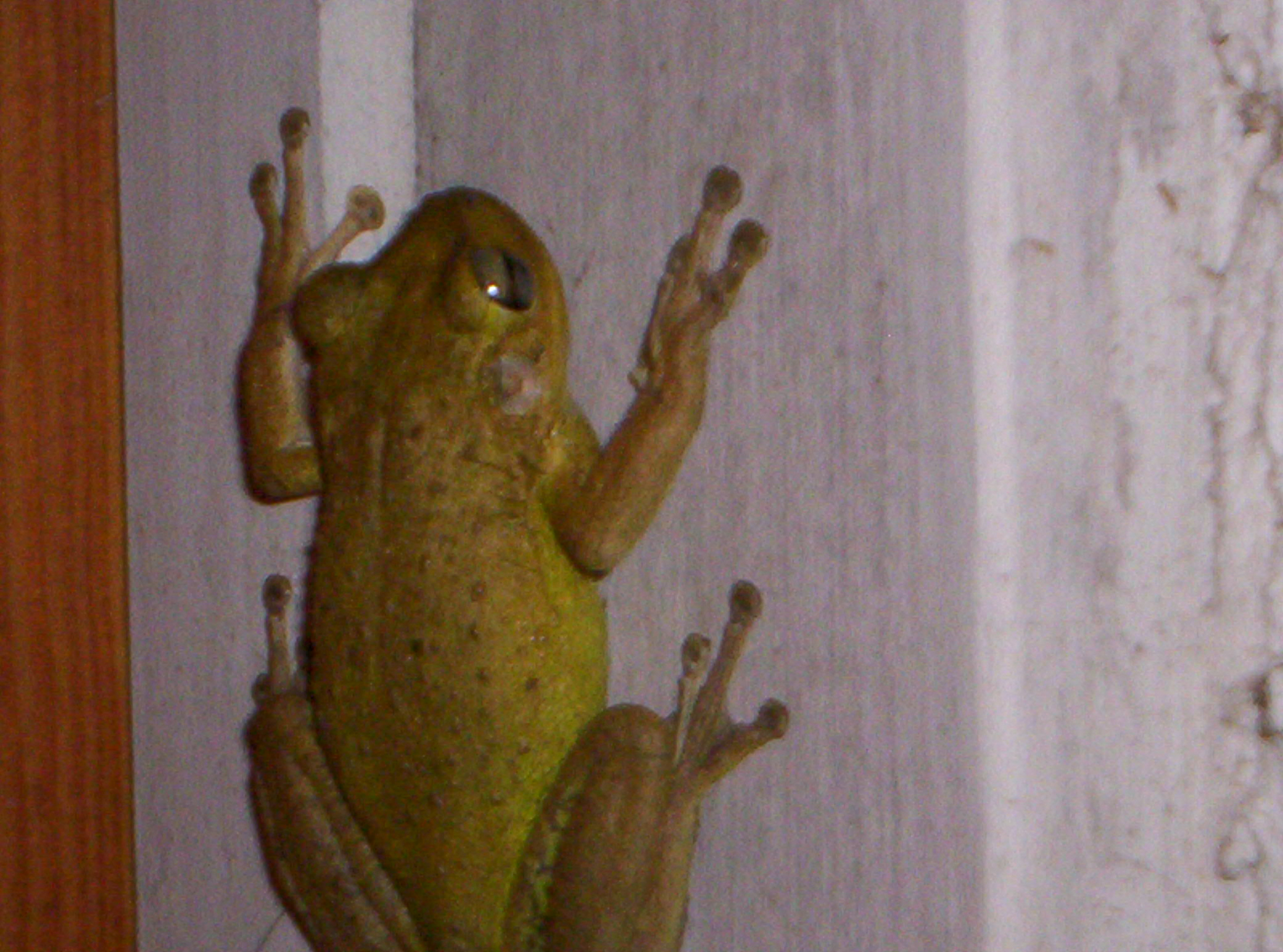
This green-colored Cuban Tree Frog was photographed in Cocoa, Florida.